# Philander andersoni
Philander andersoni — вид сумчастих ссавців із родини опосумових (Didelphidae)

## Назва
Оригінальна назва при описі: Metachirus andersoni.
Вид названо на честь зоолога Малкольма Плейфера Андерсона (1879–1919), який зібрав голотип на початку 20 століття.

## Морфологічна характеристика
Це великий опосум. Довжина тіла від 250 до 350 мм; довжина хвоста від 250 до 350 мм. Вага від 240 до 600 грамів. Самиці трохи менші за самців. Тіло тонке. Голова відносно велика з довгою конусоподібною мордочкою. Усі види цього роду також мають тонкі чіпкі хвости з частково шерстю, які дорівнюють довжині тіла або довші. Ph. andersoni має коротке сиве волосся з боків і смугу (унікальну з-поміж південноамериканських Philander) короткого чорного волосся шириною приблизно 3–4 см, що йде на спині від голови до основи хвоста. Внутрішня частина, плями на щоках і очні плями від кремового до кремово-сірого кольору. Хвіст укритий волоссям від основи приблизно на 18% його довжини, а решта хвоста гола. Приблизно половина хвоста забарвлена в коричневий або чорний колір, а решта не пігментована. Вуха чорні, часто з кремовою крапкою біля основи вушної раковини. 

## Спосіб життя
Цей вид нічний солітарний і наземний, з хорошими здібностями до лазіння. Види роду Philander діють агресивно, коли їм загрожує, і будуть відкривати рот, шипіти і битися у відповідь на погрози. Про будівництво гнізд у цього виду відомо небагато, але близькоспоріднений вид, Philander opossum, будує свої гнізда на землі, в норах або на низьких гілках. Ph. andersoni всеїдний; поживою є комахи, інших дрібних безхребетні, яйця й фрукти. Ph. andersoni є потенційним розповсюджувачем насіння. На вид швидше за все, полюють Felidae, Mustelidae, Canidae, великі сови та великі змії; P. andersoni також може бути джерелом їжі для людей.

## Поширення
Проживає в Південній Америці — Болівія, пн.-зх. Бразилія, пд. Колумбія, сх. Еквадор, пн. Перу, пд.-цн. Венесуела.
Населяє зрілі й порушені тропічні ліси низин, а також галерейні ліси; вид можна знайти на висоті від 200 до 1600 м над рівнем моря, але найчастіше — нижче 600 м над рівнем моря.

## Загрози й охорона
Про серйозні загрози не відомо. Цей вид зустрічається в ряді заповідних територій.